# Michoacán
Le Michoacán (prononcé en espagnol : /mitʃoaˈkan/), formellement Michoacán de Ocampo et officiellement l'État libre et souverain de Michoacán de Ocampo (Estado Libre y Soberano de Michoacán de Ocampo /esˈtado ˈliβɾe i soβeˈɾano de mitʃoaˈkan de oˈkampo/), est un État du Mexique situé sur la côte Pacifique, à peu près au centre du pays. Entouré à l'ouest par les États de Colima et de Jalisco, au nord par Guanajuato et Querétaro, à l'est par l'État de Mexico et au sud-est par le Guerrero, il occupe une surface de 59 928 km2. En 2015, il comptait environ 4,6 millions d'habitants. La capitale est Morelia.

Municipalités de Michoacán de Ocampo

## Toponymie

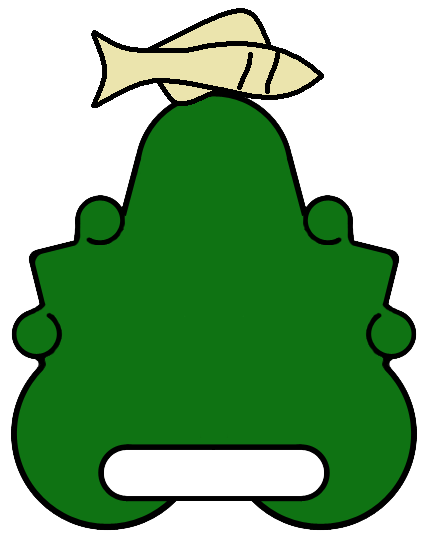
Glyphe nahuatl Michhuahcan

Michoacán est un mot nahuatl utilisé à l'origine par les Nahuas pour désigner le royaume tarasque situé dans l'Occident mexicain.
Il est formé de l'agglutination du radical « mich » de michin (poisson), de la particule huah (possessif qualificatif de lieu) et du suffixe locatif can. Il signifie donc « le lieu de ceux qui ont du poisson », la terre des pêcheurs,. Il fait référence aux nombreux lacs poissonneux du territoire michhuaque.
Son glyphe, de type phonétique, est formé par un poisson sur une colline.

## Histoire
Selon les études archéologiques, la présence humaine sur le territoire de l'État mexicain de Michoacán date d'au moins 10 000 ans. Dans la période préhispanique, il y eut de nombreuses vagues de migrations de tribus amérindiennes dans la région (Pirinda, Nahuas, Huetamo, Colima, Purépechas etc. Il existe des sites de colonies de toute la période méso-américaine. Les sites importants comprennent El Opeño, Curutarán, Tepalcatepec, Apatzingán, Zinapécuaro et Coalcomán.
La principale civilisation préhispanique de l'État est celle des Purépechas (ou Tarasques), qui a été centrée dans la région du lac de Pátzcuaro. Avant le XIIIe siècle, les Nahuas et les Purhépechas cohabitaient en vivant de l'agriculture et de la pêche. Les Purhépechas sont des descendants de l'arrivée tardive des Chichimèques, venus du nord. À la fin du XVe siècle, cette région rivalisait avec celle des Aztèques. Les Aztèques ont tenté d'envahir Purhépecha mais ont été repoussés. En raison de leur attaque, le Purhépecha a plus tard refusé d'aider les aztèques dans la défense de Tenochtitlan contre les Espagnols.
- Tariácuri (en) (1350-1408)
- Cristóbal de Olid (1483-1524)
- Crónica de la provincia de los Santos Apóstoles San Pedro y San Pablo de Michoacán[4] de Pablo Beaumont
- recueil d'histoires de Jeronimo Acalá (Jerónimo de Alcalá (es) ? (1571-1632))

## Politique et administration
L'État est dirigé par un gouverneur élu au suffrage universel pour six ans. Depuis le 1er octobre 2021, la fonction est occupée par Alfredo Ramírez Bedolla, du Mouvement de régénération nationale.
Dans le nord de l'État, la municipalité de Cherán exerce l'autogouvernance. En 2011, les villageois expulsent les bûcherons, les membres du crime organisé et les autorités locales, policiers inclus. Ils sont remplacés par une milice armée de fusils et un conseil communautaire, les partis politiques sont interdits. Depuis la criminalité aurait chuté et la forêt a commencé à repousser. Le gouvernement mexicain a reconnu la municipalité comme une communauté purépecha autonome,.
Après le Guanajuato, le Michoacan est le deuxième Etat du Mexique comptant le plus d'homicides volontaires. A l'échelle nationale, 10 % des homicides y sont commis. 

## Personnalités issues de Michoacán
- José María Morelos, héros de l'indépendance ;
- Melchor Ocampo, homme politique du milieu du XIXe siècle ;
- José Luis Sanchez del Rio : cristero torturé et tué à 14 ans en raison de sa foi catholique ;
- Lázaro Cárdenas, président du Mexique de 1934 à 1940 ;
- Rafael Márquez, défenseur du FC Barcelone
- Felipe Calderón Hinojosa, homme politique du PAN, et 56e président du Mexique de 2006 à 2012 ;
- José Sergio Magaña Hidalgo (1924-1990), dramaturge.
- Héctor Pulido (1942-2022), footballeur.

## Culture

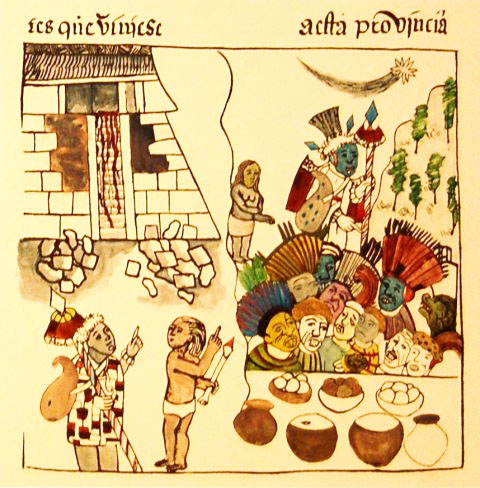
Relación de Michoacán : prêtres Purepecha

- Royaume tarasque (1350-1530)
- Relation de Michoacán (vers 1540)

### Architecture et patrimoine
- Lac de Pátzcuaro
  - Yunuén (es)
  - Janitzio
- Ihuatzio
- Pátzcuaro
- Tzintzuntzan et ses cinq pyramides arrondies appelées « yacatas »
- Cuitzeo del Porvenir
- Jiquilpan
- Tlalpujahua de Rayón

### Événements culturels et festivals
- Pueblos Mágicos

## Économie

### Production d'avocats

Les communes productrices d'avocat au Michoacán.

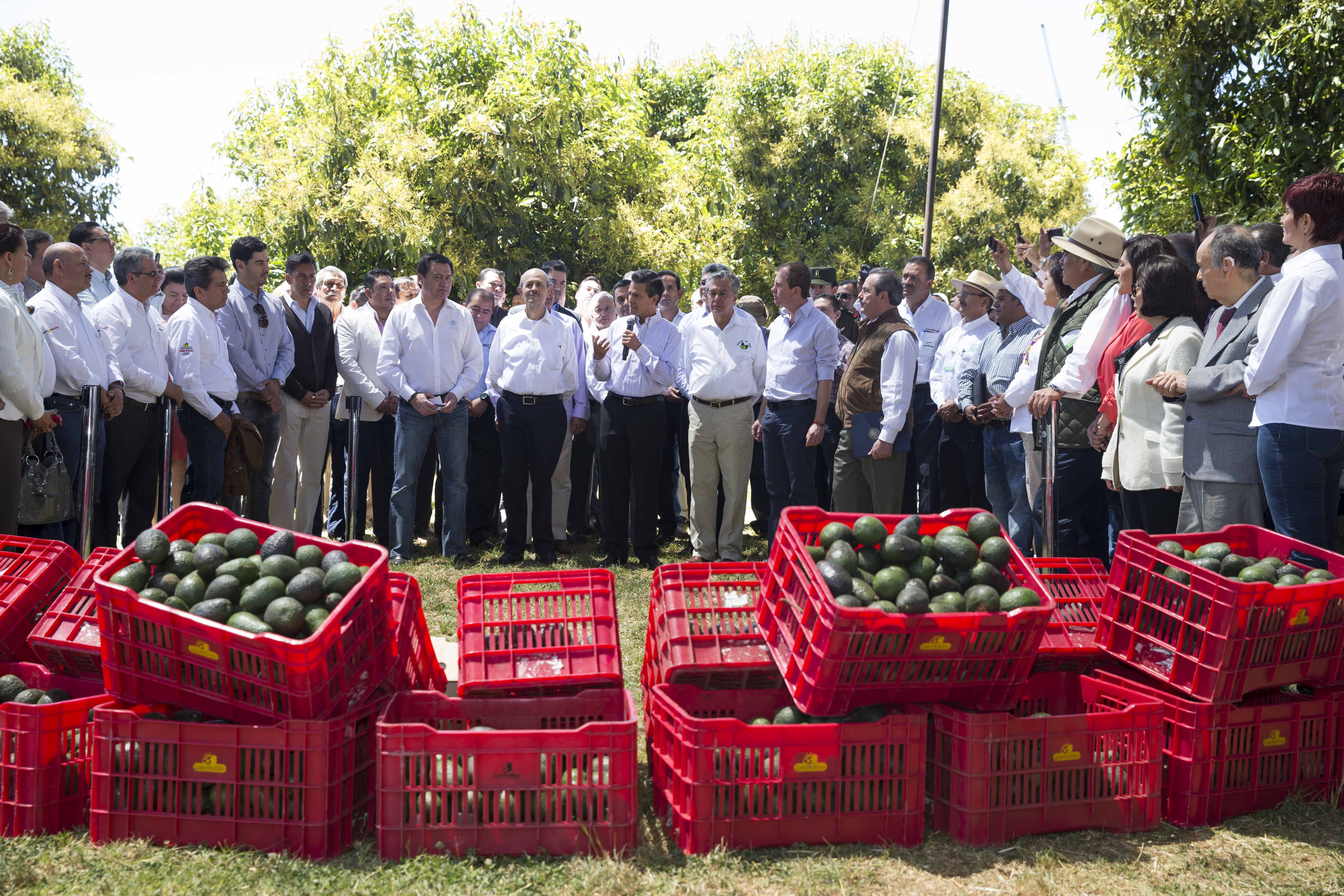
Discours du président mexicain Enrique Peña Nieto en faveur du Programme de production et d'exportation d'avocat, à Uruapan, en 2014.

Une grande partie du centre de l'État de Michoacán (principalement les communes de Tancítaro,
Uruapan, Peribán (es), Ario de Rosales, Tacámbaro, Nuevo Parangaricutiro et Salvador Escalante (es)), dispose d'un climat tempéré particulièrement propice à la culture de l'avocat.
Depuis la suspension, en 1997, de l'interdiction d'importer aux États-Unis des avocats mexicains, qui était en vigueur depuis 1914, et surtout depuis 2005, quand les producteurs d'avocats mexicains ont pu librement exporter à presque tous les États nord-américains (hormis la Californie, la Floride et Hawaï), toute l'année, Michoacán est devenu l'État mexicain qui produit le plus d'avocats. En 2016, la production s'est élevée à 1,477 million de tonnes, soit plus des trois quarts de la production nationale d'1,889 million de tonnes, et plus d'un quart de la production mondiale (qui s'est élevée à 5,788 millions de tonnes en 2016).
En raison de l'importance économique de la production d'avocats, surnommée l'or vert de Michoacán, les cartels de drogue mexicains ont investi le secteur, dont la Familia Michoacana, jusqu'en 2010, puis les Chevaliers Templiers jusqu'en 2015 et, plus récemment, le cartel de Jalisco Nouvelle Génération, et Los Viagras.

### Production de tequila
L'État de Michoacán fait également partie des cinq États mexicains autorisés à produire du Tequila. Cette appellation d'origine concerne trente villes de cet État, ce qui en fait le second producteur de tequila, derrière l'État de Jalisco.

## Géographie
Les principales cultures au Michoacán sont l'avocat, le pois chiche, le citron, le sésame, le sorgho et la fraise. L'État est aussi un important producteur de bovidés.
Michoacán abrite plusieurs parcs nationaux :
- Pico de Tancítaro (es) (Uruapan) ;
- Parc national Lago de Camécuaro (Zamora) ;
- Parc national Cerro de Garnica (Mil Cumbres) ;
- Parc national Barranca del Cupatitzio (Uruapan) ;
- Parc national Rayón (Tlalpujahua de Rayón) ;
- Parc national Bosencheve (Zitácuaro).

L'État compte plusieurs volcans :
- Jorullo ;
- Le Paricutín, 2 800 m - Il est entré en éruption le 23 février 1943 et est resté actif jusqu'en 1952 ;
- Le San Andrés (volcan) (es), 3 600 m ;
- Le Pico de Tancítaro (es), 3 840 m.

Michoacán dispose aussi de richesses minières : or, argent, plomb, zinc, baryte, cuivre.

### Flore et faune
Le site d'Angangueo dans le nord de Michoacán abrite les papillons monarques (Danaus plexippus), qui passent six mois par an dans les forêts de sapin sacré de la région.
| Flore et faune       |                 |                       |                       |                   |
|                      |                 |                       |                       |                   |
| Monarque             | Crotalus        | Coyote                | Anatinae              | Romerolagus diazi |
|                      |                 |                       |                       |                   |
| Lynx roux            | Ardeidae        | Moqueur polyglotte    | Didelphis marsupialis | Iguana            |
|                      |                 |                       |                       |                   |
| Opuntia ficus indica | Abies religiosa | Echinocactus grusonii | Taxodium mucronatum   | Agave             |

### Villes et urbanisme
- Liste de municipalités du Michoacán